# 臼井孝之
臼井 孝之（うすい たかゆき、1932年4月29日 - 2024年7月10日）は、日本の経営者。和歌山県出身。

## 経歴
1956年に東京大学経済学部商業学科を卒業し、同年に住友銀行に入行。
1980年12月に取締役に就任し、1984年4月に常務、1987年1月に専務、1992年6月に副頭取、1996年5月に副会長を経て、1997年6月にロイヤルホテル社長に就任。2000年6月に会長に就任し、2001年6月に取締役相談役を経て、2002年6月に相談役に就任。　1994年9月から1996年5月までに関西経済同友会代表幹事も務めた。
2024年7月10日、慢性腎不全のため死去。92歳没。